# ディトマー・ヤコブス
ディトマー・ヤコブス（Ditmar Jakobs, 1953年8月28日 -）は、ドイツ、オーバーハウゼン出身の元サッカー選手。現役時代のポジションはDF。キャリアの初期はMF。

## 経歴
ハンブルガーSVには10シーズンに渡って在籍した、クラブのレジェンドの一人である。ハンブルガーでは、リーグ戦では323試合に出場、これはクラブ歴代3位の記録である。1982-83シーズンのチャンピオンズカップ決勝では、ユヴェントスのパオロ・ロッシやロベルト・ベッテガらを抑えて優勝に貢献した。1983年のインターコンチネンタルカップでは、グレミオに1-2で敗戦した。1989-90シーズン、1989年9月20日のヴェルダー・ブレーメン戦での大怪我で突然キャリアを終えることとなった、この怪我はドイツサッカー史上最も悲劇的な出来事の一つとして知られる。
1980年5月13日にポーランド戦で代表デビュー。1984年9月12日のアルゼンチン戦で唯一のゴールを決めた。1986年のワールドカップ・メキシコ大会では、グループリーグ初戦こそ出場機会は無かったが、その後の全6試合に先発起用され、準優勝。

## タイトル
ハンブルガー
- サッカー・ブンデスリーガ (ドイツ) 1981-82, 1982-83
- チャンピオンズカップ : 1982-83
- DFBポカール : 1986-87

西ドイツ
- ワールドカップ準優勝 : 1986